# Johann Albert Tribelhorn

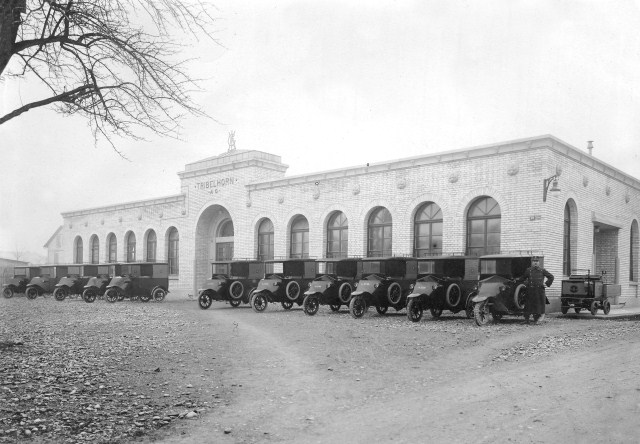
Neue Fabrik Tribelhorn, Elektrofahrzeug AG in Zürich Altstetten ab 1918

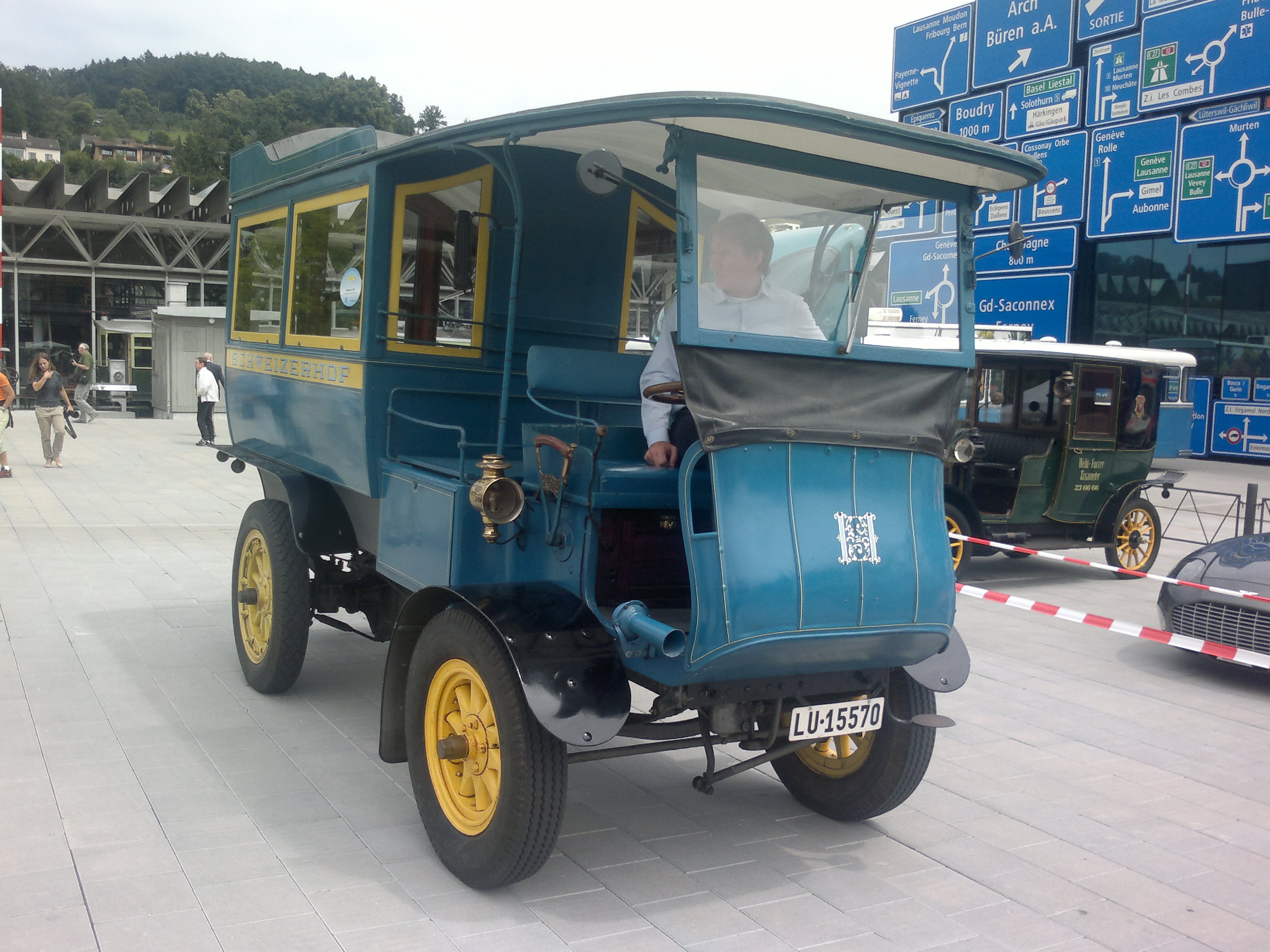
Tribelhorn Personentransporter für ein Hotel

Johann Albert Tribelhorn (* 4. März 1868 in Zürich; † 5. November 1925 in St. Gallen; heimatberechtigt in St. Gallen) war ein Schweizer Mechaniker, Erfinder und Pionier der Elektromobilindustrie. Er gründete die Tribelhorn AG.

## Leben
Johann Albert Tribelhorn war ein Sohn von Johann Albert Tribelhorn, Appreteur, und Emilie Hönger. Im Jahr 1891 heiratete er seine erste Ehefrau Josefa Grendelmeier und 1901 seine zweite Ehefrau Bertha Schärer. Eine dritte Ehe ging er 1906 mit Mina Clara Brunner ein. 
Tribelhorn absolvierte eine Maschinenschlosserlehre in St. Gallen. Anschliessend war er Mitarbeiter der Zürcher Telephongesellschaft sowie in Matthias Hipps Fabrik für Telegraphen und elektrische Apparate in Neuenburg. 1889 wanderte er nach Argentinien aus und stand ab 1891 als Chef der mechanischen Werkstätte der staatlichen Telegraphengesellschaft von Argentinien vor. 1899 kehrte er nach Olten zurück und gründete 1900 die Schweizer Accumulatorenwerke Tribelhorn AG. 1902 baute er eines der ersten Elektroautos. Ab 1906 produzierte er in Feldbach, Gemeinde Hombrechtikon. Er stellte elektrische Personenwagen, Omnibusse, Lastwagen und Boote her. Ab 1915 gab er die Kundenzeitschrift Das Elektromobil heraus. Er baute ein Netz von öffentlichen Ladestationen am Zürichsee auf und ging 1922 Konkurs. Im selben Jahr gründet er die Elektrische Fahrzeuge AG in Zürich.